# Părinte custodian
Părintele custodian  (custodial parent în engleză  sau parent gardien în franceză ) este acel părinte care a primit încredințarea copiilor printr-o sentință judecătorească în urma unui divorț sau în urma separării părinților. În funcție de tipul de custodie comună (custodie comună legală sau custodie comună fizică) părintele custodian poate fi sau nu și părintele rezident. Suplimentar față de părintele necustodian, părintele custodian are dreptul de decizie asupra aspectelor importante cu privire la creșterea și educarea minorului (schimbarea domiciliului, operații medicale, înscrierea la școală, grădiniță, etc.) precum si dreptul de a incheia acte juridice in numele copilului. Dacă este în plus și părinte rezident atunci are dreptul de a găzdui minorul la domiciliul său perioade semnificative de timp.

## Diferența între noțiunile de părintele (ne)rezident și cele de părinte (ne)custodian

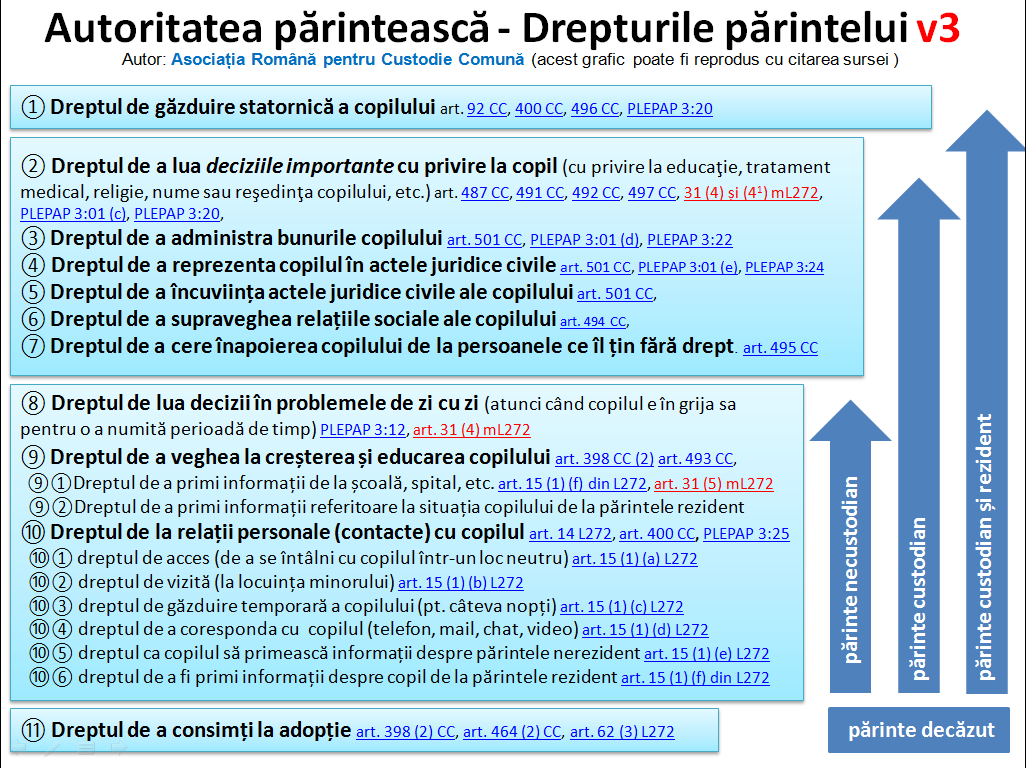

Noțiunile de părinte rezident și respectiv părinte părinte nerezident pot înlocui pe cele de părinte custodian și părinte necustodian acolo unde instanța acordă custodie comună ambilor părinți. De asemenea noțiunea se poate aplica părinților separați dar care nu au apelat la instanță pentru clarificarea încredințării minorului.  În România, custodie comună este regula odată cu intrarea în vigoare a prevederilor noului Cod Civil al României care instituie prezumtia de autoritate parinteasca comuna. Deoarece în majoritatea cazurilor ambii părinți rămân părinți custodieni literatura de specialitate din străinătate a introdus noțiunile de părinte rezident (cel cu care minorul locuiește în mod statornic) și respectiv părinte nerezident. Aceste patru noțiuni pot totuși coexista, deoarece chiar și după intrarea în vigoare a noului Cod Civil, vor fi situații în care anumiți părinți vor avea aranjamente de tip custodie unică în timp ce alți părinți vor avea aranjamente de tip custodie comună. Se pot întâlni deci situații în care un părinte este părinte custodian și, în același timp, părinte rezident sau situații în care un părinte este părinte nerezident deși este părinte custodian, etc.